# Eisenstein (Alpen)
Der Eisenstein ist ein langgestreckter mehrgipfeliger Bergrücken in den Türnitzer Alpen im südlichen Niederösterreich. Auf einem 1185 m ü. A. hohen Gipfel steht die Julius-Seitner-Hütte des Österreichischen Gebirgsvereins. Seine höchste Erhebung ist jedoch das Kalteneck (1191 m ü. A.) etwa 600 m westlich der Hütte. Auch östlich der Hütte schließen einige nur unwesentlich niedrigere Erhebungen an.

## Lage
Das Gebiet um den Eisenstein befindet sich in den Gemeinden Schwarzenbach an der Pielach, Loich und Türnitz. Der nächstliegende höhere Berg ist der Hohenstein (1195 m ü. A.) im Nordosten. Vom Gipfel kann man bei gutem Wetter neben dem Ötscher, dem Schneeberg oder dem Gippel auch den Großen Priel, den Traunstein und die Erhebungen des Böhmerwaldes erkennen.

## Aufstiege
- von Türnitz, 466 m ü. A., etwa 2½ Stunden Gehzeit
- von Hochgraser (Türnitz), 690 m ü. A., etwa 1½ Stunden Gehzeit
- von Knedelhof (Türnitz), 595 m ü. A., etwa 1½ Stunden Gehzeit
- von Stelzerbach (Türnitz), etwa 2¾ Stunden Gehzeit
- von Dobersnigg (Bahnhof Loich), 400 m ü. A., etwa 3 Stunden Gehzeit
- von Loicheck, 878 m ü. A., etwa 1,5 Stunden Gehzeit
- von Schwarzenbach an der Pielach (Ortszentrum), 510 m ü. A., etwa 2 Stunden Gehzeit[1]

Über den Gipfel des Eisensteins führen einige regionale und österreichische Weitwanderwege.
- Waldmarkweg 622
- Traisentaler Rundwanderweg 655
- Voralpenweg 04A

Der Übergang zum Otto-Kandler-Haus auf dem Hohenstein ist über das Gscheid in etwa 3 Stunden möglich.
Im Winter ist der Eisenstein als Ziel einfacher Schitouren beliebt, mit dem Knedelhof als günstigstem Ausgangspunkt. Auch für Schneeschuhwanderungen ist sein Gelände gut geeignet.
Einen eigenen Besuch ist die etwa drei Kilometer südöstlich seines Gipfels gelegene Paulinenhöhle wert.